# 安妮特·考夫曼
安妮特·考夫曼（德語：Annett Kaufmann，2006年6月23日—），德国女子乒乓球运动员，2021年欧洲锦标赛女子团体金牌得主、2022年世界锦标赛女子团体铜牌得主、2023年欧洲锦标赛女子团体金牌得主、2024年欧洲锦标赛混合双打铜牌得主。她的父亲Andrej是冰球选手，母亲Anna则是哈萨克斯坦滑雪选手，姐姐Alexandra同样从事乒乓球运动。